# Jack Buchanan
Walter John Buchanan (2 de abril de 1891 – 20 de octubre de 1957), conocido como Jack Buchanan, fue un actor teatral y cinematográfico, así como cantante, productor y director británico.

## Biografía
Nacido en Helensburgh, Escocia, era hijo de Walter John Buchanan Sr (fallecido en 1902), subastador, y su esposa Patricia (nacida McWatt y fallecida en 1936). Debutó en el teatro británico en 1912, y en Broadway en 1924. Se inició en el cine con películas mudas en 1917. Al igual que David Niven, Buchanan fue renombrado por representar tanto en el cine como en el teatro la figura del clásico hombre inglés. Trabajó en Broadway y en el West End e interpretó papeles en varios musicales de Hollywood, tales como The Band Wagon (Melodías de Broadway 1955) (1953), su película más conocida, en la cual era Jeffrey Cordova, y en la que actuaban Fred Astaire y Cyd Charisse. Sufría artritis de columna (aunque esto no le impidió hacer varios números de baile con Astaire en Band Wagon), y falleció en Londres solo cuatro años después, a causa de un cáncer en la columna, a los 66 años de edad.
En 1938 Buchanan consiguió la inusual situación de protagonizar el musical teatral "This'll Make You Whistle" en Londres, a la vez que filmaba la versión cinematográfica. La película se estrenó mientras se representaba la versión teatral, por lo que compitieron entre sí las dos producciones.
Otros de sus papeles incluyen los de Monte Carlo (1930), Smash and Grab (1937), y The Gang's All Here (1939). También produjo varios filmes, incluyendo Happidrome (1943) y The Sky's the Limit (1938), el último de los cuales dirigió.
Buchanan también facilitó apoyo financiero para otro escocés natural de Helensburgh, John Logie Baird, que trabajó en un primitivo sistema televisivo electromecánico. Además, Buchanan era conocido entre sus colegas por su generosidad apoyando económicamente a los actores menos prósperos.